# Église Saint-Pierre de Meigné
L'église Saint-Pierre est une église située à Meigné, en France.

## Localisation
L'église est située dans le département français de Maine-et-Loire, sur la commune de Meigné.

## Historique
L'édifice est inscrit au titre des monuments historiques en 1974.